# Carl Blasco
Carl Blasco (Toulon, 11 september 1971) is een Frans triatleet. Hij nam tweemaal deel aan de Olympische Spelen, maar won hierbij geen medailles.
Hij deed in 2000 mee aan de Olympische Spelen van Sydney, waar hij een negentiende plaats behaalde in een tijd van 1:50.18,02. Vier jaar later haalde hij op de Olympische Spelen van Athene op een moeilijker parcours een twaalfde plaats in een tijd van 1:53.20,16.
Blasco sloot zich aan bij de Poissy Triathlon Club.

## Belangrijkste prestaties
- 1994: 21e WK triatlon olympische afstand - 1:56.00
- 1995:  Frans kampioenschap (sprint)
- 1995: 19e WK triatlon olympische afstand - 1:51.45
- 1996: 7e WK triatlon olympische afstand - 1:41.15
- 1999: 30e WK olympische afstand in Montreal - 1:47.30
- 2000: 19e Olympische Spelen - 1:50.18,02
- 2001: 5e Frans kampioenschap
- 2001:  Triatlon van Funchal
- 2002:  Frans kampioenschap
- 2003: 8e Frans kampioenschap
- 2004: 12e Olympische Spelen - 1:53.20,16